# Cleistes
Cleistes je rod orhideja iz tribusa Pogonieae, dio potporodice Vanilloideae. Sastoji se od 3 vrste iz Južne Amerike, uglavnom u Brazilu

## Vrste
1. Cleistes abdita G.A.Romero & Carnevali
2. Cleistes aboucharii Szlach., Kolan. & Baranow
3. Cleistes acuminata (Schltr.) Schltr.
4. Cleistes aphylla Hoehne
5. Cleistes ayangannensis Szlach. & Baranow
6. Cleistes batistana Pansarin & F.Barros
7. Cleistes bella Rchb.fil. & Warm.
8. Cleistes buenaventurae Szlach. & Kolan.
9. Cleistes carautae Toscano & L.S.Leoni
10. Cleistes costaricensis Christenson
11. Cleistes cuatrecasasii Kolan. & Szlach.
12. Cleistes elegantula (Schltr.) Schltr.
13. Cleistes elongata Pansarin & F.Barros
14. Cleistes exilis Hoehne
15. Cleistes gracilis (Barb.Rodr.) Schltr.
16. Cleistes grandiflora (Aubl.) Schltr.
17. Cleistes huberi Carnevali & I.Ramírez
18. Cleistes idroboi Szlach. & Baranow
19. Cleistes lehmannii Kraenzl. ex Szlach. & Kolan.
20. Cleistes lepida (Rchb.fil.) Schltr.
21. Cleistes libonii (Rchb.fil.) Schltr.
22. Cleistes liliastrum Rchb.fil.
23. Cleistes mantiqueirae Rchb.fil. & Warm.
24. Cleistes miersii Gardner
25. Cleistes monantha (Barb.Rodr.) Schltr.
26. Cleistes montana Gardner
27. Cleistes moritzii (Rchb.fil.) Garay & Dunst.
28. Cleistes munchiquensis Szlach. & Baranow
29. Cleistes nana (Schltr.) Schltr.
30. Cleistes pallida Funez & Pansarin
31. Cleistes paludosa Rchb.fil.
32. Cleistes paranaensis (Barb.Rodr.) Schltr.
33. Cleistes parviflora Lindl.
34. Cleistes pusilla Pansarin
35. Cleistes ramboi Pabst
36. Cleistes risaraldensis Szlach. & Baranow
37. Cleistes romeroana Szlach., Kolan. & Baranow
38. Cleistes rosea Lindl.
39. Cleistes speciosa Gardner
40. Cleistes stricta (C.Schweinf.) Garay & Dunst.
41. Cleistes tamboana Dodson & Carnevali
42. Cleistes tenuis (Rchb.fil. ex Griseb.) Schltr.
43. Cleistes triflora (C.Schweinf.) Carnevali & I.Ramírez
44. Cleistes unguiculata (Rchb.fil.) Schltr.
45. Cleistes unifoliata (C.Schweinf.) Carnevali & I.Ramírez
46. Cleistes uribei Szlach. & Baranow
47. Cleistes vargasii (C.Schweinf.) Medley
48. Cleistes violascens Campacci